# Anosia asclepidea
Anosia asclepidea är en fjärilsart som beskrevs av Fabricius 1807. Anosia asclepidea ingår i släktet Anosia och familjen praktfjärilar. Inga underarter finns listade i Catalogue of Life.